# Mennica w Skoczowie
Mennica w Skoczowie – mennica Księstwa Cieszyńskiego działająca w Skoczowie, w której:
- Wacław III Adam (1540–1579) bił halerze (z literą S na odwrocie),
- Adam Wacław (1594–1617) bił:
  - halerze,
  - trzeciaki,
  - 3 krajcary,
- Fryderyk Wilhelm (1617–1625) bił:
  - 3 krajcary,
  - 12 krajcarów,
  - 24 krajcary,
- Elżbieta Lukrecja w latach 1643–1649 biła:
  - krajcary,
  - 3 krajcary,
  - talary